# 나라별 소설가 목록
나라별 소설가 목록을 정리한 것이다.

## 아프가니스탄
- 알리예 아타에이 (1981년 출생)
- 할레드 호세이니 (1965년 출생)
- 자밀 잔 코차이 (1992년 출생)
- 아크람 오스만 (1937년–2016년)
- 네마트 사다트 (1979년 출생)
- 라나와르드 자리아브 (1944년–2020년)

## 알바니아
- 드리테로 아골리 (1931년–2017년)
- 이스마일 카다레 (1936년–2024년)
- 파토스 콩골리 (1944년 출생)
- 파이크 코니차 (1875년–1942년)
- 미그예니 (1911년–1938년)
- 하키 스테르밀리 (1895년–1953년)
- 야코브 크소샤 (1923년–1979년)

## 알제리
- 마르게리트 타오스 아무루슈 (1913년–1976년)
- 라시드 부제드라 (1941년 출생)
- 알베르 카뮈 (1913년–1960년)
- 모하메드 딥 (1920년–2003년)
- 타하르 자우트 (1954년–1993년)
- 아시아 제바르 (1936년–2015년)
- 프란츠 파농 (1925년–1961년), 원래 마르티니크 출신
- 물루드 페라운 (1913년–1962년)
- 물루드 맘메리 (1917년–1989년)
- 라시드 미무니 (1945년–1995년)
- 아람 모스타가네미 (1953년 출생)
- 레일라 세바르 (1941년 출생)
- 카텝 야신 (1929년–1989년)

## 로마 제국|고대 라틴 작가
- 아풀레이우스 (c. 124년–c. 170년)
- 페트로니우스 (c. 27년–66년)

## 앙골라
- 조제 에두아르두 아구아루사 (1960년 출생)
- 소자 잠바 (1966년 출생)
- 온자키 (1977년 출생)
- 페페텔라 (1941년 출생)
- 오스카 히바스 (1909년–2004년)
- 마누엘 루이 (1941년 출생)
- 조제 루안디누 비에이라 (1935년 출생)

## 앤티가 바부다
- 조안 C. 힐하우스 (1973년 출생)
- 마리-엘레나 존
- 자메이카 킨케이드 (1949년 출생)

## 아르헨티나
- 마르코스 아기니스 (1935년 출생)
- 세사르 아이라 (1949년 출생)
- 아돌포 비오이 카사레스 (1914년–1999년)
- 아벨라르도 카스티요 (1935년–2017년)
- 훌리오 코르타사르 (1914년–1984년)
- 마세도니오 페르난데스 (1874년–1952년)
- 오스카 R. 고메스 (1956년 출생)
- 리카르도 귀랄데스 (1886년–1927년)
- 실비아 이파라기레 (1947년 출생)
- 레오폴도 마레찰 (1900년–1970년)
- 마누엘 푸익 (1932년–1990년)
- 안드레스 리베라 (1928년–2016년)
- 후안 호세 사에르 (1937년–2005년)
- 에르네스토 사바토 (1911년–2011년)
- 루이사 발렌수엘라 (1938년 출생)
- 호르헤 루이스 보르헤스 (1899년–1986년)

## 아르메니아
- 마이클 알렌 (1895년–1956년)
- 조리 발라얀 (1935년 출생)
- 루벤 호브세피안 (1939년–2016년)
- 레본 헤초얀 (1955년–2014년)
- 예르반트 오디안 (1869년–1926년)
- 알렉산데르 시르반자데 (1858년–1935년)
- 자벨 예사얀 (1878년–1943년)

## 아시리아
- 칼릴 지브란 (1883년–1931년)
- 테아 할로 (1941년 출생)
- 이반 카코비치 (1933년–2006년)
- 로지 말레크요난 (1965년 출생)
- 오벨리트 야드카르 (1945년–2023년)

## 오스트리아
- 비키 바움 (1888년–1960년)
- 휴고 베타워 (1872년–1925년)
- 토마스 베른하르트 (1931년–1989년)
- 헤르만 브로흐 (1886년–1951년)
- 페터 한트케 (1942년 출생)
- 요제프 하즐링거 (1955년 출생)
- 엘프리데 옐리네크 (1946년 출생)
- 로베르트 무질 (1880년–1942년)
- 요제프 로트 (1894년–1939년)
- 로베르트 슈나이더 (1961년 출생)
- 아르투어 슈니츨러 (1862년–1931년)
- 베르타 폰 주트너 (1843년–1914년)
- 슈테판 츠바이크 (1881년–1942년)

## 아제르바이잔
- 아크람 아일리슬리 (1937년 출생)
- 알라비야 바바예바 (1921년–2014년)
- 아파그 마수드 (1957년 출생)
- 엘친 사파를리 (1984년 출생)
- 쿠르반 사이드

## 방글라데시
- 후마윤 아메드 (1948년–2012년)
- 샤힌 아크타르 (1962년 출생)
- 모니카 알리 (1967년 출생)
- 타흐미마 아남 (1975년 출생)
- 후마윤 아자드 (1947년–2004년)
- 딜라라 하셈 (1935년–2022년)
- 타슬리마 나스린 (1962년 출생)
- 카지 나즈룰 이슬람 (1899년–1976년)
- 리지아 라흐만 (1939년–2019년)
- 무함마드 유누스 (1940년 출생)

## 바베이도스
- 오스틴 클라크 (1934년–2016년)
- 제프리 드레이턴 (1924년–2017년)
- J. B. 엠티지 (1902년–1995년)
- 아기마 카마우
- 앤서니 켈먼 (1955년 출생)
- 오디뭄바 쾀델라 (1942년–2019년)
- 조지 래밍 (1927년–2022년)
- 캐런 로드 (1968년 출생)
- 글렌빌 러벨 (1955년 출생)

## 벨라루스
- 바실 비카우 (1924년–2003년)
- 울라지미르 카라트키에비치 (1930년–1984년)
- 야쿠프 콜라스 (칸스탄치 미츠키에비치) (1882년–1956년)
- 얀카 쿠팔라 (이반 우체비치) (1882년–1942년)
- 이반 샤미아킨 (1921년–2004년)

## 벨기에
- 니콜라스 앙시옹 (1971년 출생)
- 코르넬리스 드 비 (1627년–c. 1715년)
- 루이 폴 분 (1912년–1979년)
- 헨드릭 콘시엔스 (1812년–1883년)
- 어니스트 클라에스 (1885년–1968년)
- 휘호 클라우스 (1929년–2008년)
- 크리스틴 드하엔 (1923년–2009년)
- 요한 다이스네 (1912년–1978년)
- 샤를 드코스테르 (1827년–1879년)
- 빌렘 엘스훗 (1882년–1960년)
- 제프 헤라르츠 (1930년–2015년)
- 귀도 게젤레 (1830년–1899년)
- 마르닉스 기젠 (1899년–1984년)
- 휴버트 람포 (1920년–2006년)
- 로잘리 러벨링 (1834년–1875년)
- 버지니 러벨링 (1836년–1923년)
- 모리스 마테를링크 (1862년–1949년)
- 앨리스 나혼 (1896년–1933년)
- 아멜리 노통브 (1966년 출생)
- 안네 프로보스트 (1964년 출생)
- 마리아 로젤스 (1916년–2005년)
- 조르주 심농 (1903년–1989년)
- 스테인 스트뢰벨스 (1871년–1969년)
- 헤르만 테일링크 (1879년–1967년)
- 펠릭스 팀머만스 (1886년–1947년)
- 앙드레 앙리 콩스탕 반 하셀트 (1806년–1874년)
- 카렐 반 만더 (1548년–1606년)
- 에밀 베르하렌 (1855년–1916년)
- 페터 베르헬스트 (1962년 출생)
- 제라르 발샤프 (1898년–1989년)
- 얀 프랑스 빌렘스 (1793년–1846년)
- 마르그리트 유르스나르 (1903년–1987년)
- 로데 지엘렌스 (1901년–1944년)

## 벨리즈
- 지 에지웰 (1940년–2020년)
- 에반 X 하이드 (1947년 출생)
- 존 알렉산더 와틀러 (1938년–2015년)
- 콜빌 영 (1932년 출생)
- 에드워드 브로스터
- 이모리 킹 (1931년–2007년)

## 베냉
- 베르테-에블린 아그보 (참고: 세네갈)
- 플로랑 쿠아오-조티 (1964년 출생)
- 리샤르 도그베 (참고: 토고, 세네갈, 코트디부아르)
- 아델라이데 파시누 (1955년 출생)

## 버뮤다
- 안젤라 배리
- 브라이언 벌랜드 (1931년–2010년)

## 보스니아 헤르체고비나
- 이보 안드리치 (1892년–1975년)
- 안드레이 니콜라이디스 (1974년 출생)
- 메샤 셀리모비치 (1910년–1982년)
- 밀리옌코 예르고비치 (1966년)

## 보츠와나
- 캐이틀린 데이비스 (1964년 출생), 영국 출생
- 유니티 도우 (1959년 출생)
- 베시 헤드 (1937년–1986년), 남아프리카 공화국 출생
- 앤드루 세시니 (1952년 출생)
- 모시티 토론틀레 (1964년 출생)

## 브라질
- 조제 알렝카르 (1931년–2011년)
- 마누엘 안토니우 지 알메이다 (1831년–1861년)
- 조르지 아마두 (1912년–2001년)
- 마리우 지 안드라지 (1893년–1945년)
- 오스왈드 지 안드라지 (1890년–1954년)
- 마샤두 지 아시스 (1839년–1908년)
- 리마 바레투 (1881년–1922년)
- 치코 부아르케 (1944년 출생)
- 루시우 카르도주 (1912년–1968년)
- 파울로 코엘료 (1947년 출생)
- 후벵 폰세카 (1925년–2020년)
- 클라리시 리스펙토르 (1920년–1977년)
- 조아킴 마누엘 지 마세두 (1820년–1882년)
- 라두안 나사르 (1935년 출생)
- 하울 폼페이아 (1863년–1895년)
- 페르난두 사비누 (1923년–2004년)
- 모아시르 스클리아르 (1935년–2011년)
- 그라실리아누 하무스 (1892년–1953년)
- 조제 린스 두 헤구 (1901년–1957년)
- 주앙 우바우두 히베이루 (1941년–2014년)
- 주앙 기마랑이스 로자 (1908년–1967년)
- 무릴루 후비앙 (1916년–1991년)
- 에리쿠 베리시무 (1905년–1975년)
- 리지아 파군지스 텔리스 (1923년–1922년)

## 불가리아
- 디미타르 디모프
- 디미타르 탈레프
- 파벨 베지노프
- 에밀리안 스타네프
- 게오르기 카라스라보프
- 콘스탄틴 콘스탄티노프
- 게오르기 고스포디노프
- 게오르기 보지노프
- 자하리 카라바슐리예프
- 이반 바조프
- 에밀 안드레예프
- 즈드라브카 에브티모바
- 아고프 멜코냔
- 알베나 스탐볼로바

## 부르키나파소
- 나지 보니 (1909년–1969년)
- 사라 부아얀 (1968년 출생)
- 노르베르트 종고 (1949년–1998년)

## 카메룬
- 마리-테레즈 아시가 아한다 (c.1941년–2014년)
- 프랑시스 베베이 (1929년–2001년)
- 몽고 베티, 알렉상드르 비이디 아왈라의 필명 (1932년–2001년)
- 칼리스테 베얄라 (1961년 출생)
- 음벨라 손네 디포코 (1936년–2009년)
- 프리다 에코토
- 장-루이 은젬바 메두 (1902년–1966년)
- 페르디난드 오요노 (1929년–2010년)
- 르네 필롬베 (1930년–2001년)

## 캐나다
- 레베카 아가타 아머 (1845년–1891년)
- 마거릿 애트우드 (1939년 출생)
- 아이린 베어드 (1901년–1981년)
- 메리 발로그 (1944년 출생)
- 피에르 버튼 (1920년–2004년)
- 마리-클레르 블레 (1939년–2021년)
- 몰리 캘러헌 (1903년–1990년)
- 데버라 조이 코리 (1958년 출생)
- 로버트슨 데이비스 (1913년–1995년)
- 란지 달리왈 (1976년 출생)
- 레장 뒤샤름 (1941년–2017년)
- 루이 에몽 (1969년 출생)
- 무샤라프 알리 파루키 (1968년 출생)
- 티머시 핀들리 (1930년–2002년) (참고: 프랑스)
- 게일린 프로즈 (1972년 출생)
- 도널드 잭 (1924년–2003년)
- 휴 맥레넌 (1907년–1990년)
- 마거릿 로런스 (1926년–1987년)
- 스티븐 리콕 (1869년–1944년)
- 얀 마텔 (1963년 출생)
- 로힌턴 미스트리 (1952년 출생)
- 루시 모드 몽고메리 (1874년–1942년)
- 수잔나 무디 (1803년–1885년)
- 크리스토퍼 G. 무어 (1952년 출생)
- 팔리 모왓 (1921년–2014년)
- 앨리스 먼로 (1931년–2024년)
- 마이클 온다치 (1943년 출생)
- 미셸 플로머 (1965년 출생)
- 모데카이 리클러 (1931년–2001년)
- 가브리엘 루아 (1909년–1983년)
- 마거릿 마셜 손더스 (1861년–1947년)
- 아서 스케이프 (c. 1855년–1934년)
- 캐럴 실즈 (1935년–2003년)
- 캐서린 파 트레일 (1802년–1899년)
- 롤랑 미셸 트렘블레이 (1972년 출생)
- 제인 어크하트 (1949년 출생)

## 카보베르데
- 게르마노 알메이다 (1945년 출생)
- 마누엘 로페스 (1907년–2005년)

## 카탈루냐
- 라몬 류이 (1235년–1315년)
- 라몬 문타네르 (c. 1270년–1336년)
- 조아노트 마르토렐 (1413년–1468년)
- 나르시스 오예르 (1846년–1930년)
- 메르세 로도레다 (1909년–1983년)

## 차드
- 마리-크리스틴 쿤자 (1957년 출생)

## 칠레
- 이사벨 아옌데 (1942년 출생)
- 로베르토 볼라뇨 (1953년–2003년)
- 프란시스코 콜로아네 (1910년–2002년)
- 호세 도노소 (1924년–1996년)
- 호르헤 에드워즈 (1931년–2023년)
- 발도메로 리요 (1867년–1923년)
- 마누엘 로하스 (1924년–1993년)
- 루이스 세풀베다 (1949년–2020년)
- 마르셀라 세라노 (1951년 출생)
- 아멜리아 솔라르 데 클라로 (1836년–1915년)
- 메르세데스 발디비에소 (1924년–1993년)

## 중국
- 조설근 (c. 1715년–1763년)
- 다이 시지에 (1954년 출생)
- 가오싱젠 (1940년 출생)
- 한샤오궁 (1953년 출생)
- 라오서 (1899년–1966년)
- 리 위 (1610년–1680년)
- 루쉰 (1881년–1936년)
- 마오둔 (1896년–1981년)
- 모옌 (1955년 출생)
- 첸중수 (1910년–1998년)
- 왕숴 (작가) (1958년 출생)
- 웨이징성 (1950년 출생)
- 장아이링 (1920년–1995년)

## 콜롬비아
- 엑토르 아바드 파시올린세 (1958년 출생)
- 하이메 만리케 (1949년 출생)
- 가브리엘 가르시아 마르케스 (1927년–2014년)
- 호세 에우스타시오 리베라 (1888년–1928년)
- 알바로 무티스 (1923년–2013년)

## 콩고 공화국
- 에마뉘엘 동갈라 (1941년 출생)
- 폴 로마미-치밤바 (1914년–1985년)
- 앙리 로페스 (1937년–2023년)
- 알랭 마방쿠 (1966년 출생)
- 자네트 발루 티셀 (1947년–2005년)

## 콩고 민주 공화국
(구 자이르)
- 암바 봉고
- 마기 카밤바 (1960년 출생)
- 소니 라부 탄시 (1947년–1995년)
- V. Y. 무딤베 (1941년–2025년)
- 야무상지에, 프레데릭 캄벰바

## 코스모폴리탄주의|코스모폴리탄
- 로맹 가리, 러시아 태생 프랑스 작가
- 프란츠 카프카 (1883년–1924년), 오스트리아-헝가리 및 체코슬로바키아 시절 프라하 거주; 독일어 작가; 참고: 독일 문학
- 아서 쾨슬러 (1905년–1983년)
- 밀란 쿤데라 (1929년–2023년), 체코슬로바키아 출생이나 프랑스로 이주. 다국어 작가.
- 살만 루슈디 (1947년 출생), 인도 출생이나 후에 해외로 이주. 영어 작가, 악마의 시 저자

## 코스타리카
- 파비안 도블레스 로드리게스 (1918년–1997년)
- 호아킨 가르시아 몽헤 (1881년–1958년)
- 욜란다 오레아무노 (1916년–1956년)
- 록사나 핀토

## 코트디부아르|코트디부아르
- 타넬라 보니 (1954년 출생)
- 미슐린 쿨리발리 (1950년–2003년)
- 베르나르 다디에 (1916년–2019년)
- 리샤르 도그베 (1932년–2003년). 참고: 베냉, 세네갈, 토고
- 파투 케이타 (1965년 출생)
- 아마두 쿠루마 (1927년–2003년)
- 베레베레-리킹 그네포 (1950년 출생). 참고: 카메룬
- 베로니크 타조 (1955년 출생)

## 크로아티아
- 마리야 유리치 자고르카 (1873년–1957년)
- 미로슬라브 크를레자 (1893년–1981년)
- 즐라타 콜라리치-키슈르 (1894년–1990년)
- 이보 안드리치 (1892년–1975년)
- 이반 아랄리차 (1930년 출생)
- 베스나 크름포티치 (1932년–2018년)
- 토미슬라브 라단 (1932년–2008년)
- 두브라브카 우그레시치 (1949년–2023년)
- 줄리야나 마타노비치 (1959년 출생)
- 이반 바란 (1996년 출생)
- 조란 크루슈바르 (1977년 출생)

## 쿠바
- 레이날도 아레나스 (1943년–1990년)
- 알레호 카르펜티에르 (1904년–1980년)
- 다이나 차비아노 (1957년 출생)
- 호세 레자마 리마 (1910년–1976년)
- 레오나르도 파두라 푸엔테스 (1955년 출생)

## 체코
- 카렐 차페크 (1890년–1938년)
- 야로슬라프 하셰크 (1883년–1923년)
- 보후밀 흐라발 (1914년–1997년)
- 밀란 쿤데라 (1929년–2023년)
- 야로슬라프 사이페르트 (1901년–1986년)

## 덴마크
- 한스 크리스티안 안데르센 (1805년–1875년)
- 카렌 블릭센 (1885년–1962년) (필명: 이사크 디네센), 일곱 가지 고딕 이야기 (1934년), 아프리카의 여왕 (1937년) 저자
- 페터 회그 (1957년 출생)
- 옌스 페테르 야콥센 (1847년–1885년)
- 요한네스 빌헬름 옌센 (1873년–1950년), 노벨 문학상 (1944년)
- 크리스티안 융게르센 (1962년 출생)
- 모르텐 코르치 (1876년–1954년)
- 카를 에리크 소야 (1896년–1983년)

## 지부티
- 와베리 압두라만 (1965년 출생)

## 에콰도르
- 호르헤 엔리케 아둠 (1926년–2009년)
- 로살리아 아르테아가 (1956년 출생)
- 아민타 부에나뇨 (1958년 출생)
- 벤하민 카리온 (1897년–1979년)
- 일레아나 에스피넬 (1933년–2001년)
- 마리아 페르난다 에스피노사 (1964년 출생)
- 엔리케 길 길베르트 (1912년–1973년)
- 호르헤 이카사 (1906년–1978년)
- 살로몬 이사코비치 (1924년–1998년)
- 에드나 이투랄데 (1948년 출생)
- 비올레타 루나 (1943년 출생)
- 호세 마르티네스 케이롤로 (1931년–2008년)
- 넬라 마르티네스 (1912년–2004년)
- 후안 몬탈보 (1832년–1889년)
- 곤살로 살둠비데 (1884년–1965년)

## 이집트
- 알리파 리파아트 (1930년–1996년)
- 아흐다프 수에이프 (1950년 출생)
- 바하 타헤르 (1935년–2022년)
- 에드워드 알-카라트 (1926년–2015년)
- 이브라힘 아슬란 (1935년–2012년)
- 가말 알-기타니 (1945년–2015년)
- 카이리 샬라비 (1938년–2011년)
- 무함마드 후사인 하이칼 (1888년–1956년)
- 나빌 파루크 (1956년–2020년)
- 나기브 마푸즈 (1911년–2006년), 노벨 문학상 (1988년), 넓게 퍼진 도심 속 삶에 대한 카이로 삼부작으로 유명하다.
- 나왈 엘 사다위 (1931년–2021년)
- 살레 모시 (1939년–1996년)
- 소날라 이브라힘 (1937년 출생)
- 타우피크 알-하킴 (1898년–1987년)
- 야흐야 하키 (1905년–1992년)
- 유세프 지단 (1958년 출생)
- 유수프 이드리스 (1927년–1991년)

## 적도 기니
- 마리아 은수에 앙게 (1945년–2017년)
- 도나토 은동고-비디오고 (1950년 출생)
- 후안 토마스 아빌라 라우렐 (1966년 출생)

## 에스토니아
- 사스 헤노 (1982년 출생)
- 카우르 켄데르 (1971년 출생)
- 알베르트 키비카스 (1898년–1978년)
- 안드루스 키비래흐크 (1970년 출생)
- 얀 크로스 (1920년–2007년)
- 레오 쿠나스 (1967년 출생)
- 유한 리브 (1864년–1913년)
- 퇴누 외네팔루 (일명 에밀 토데, 1962년 출생)
- 케르스티 메릴라스 (1913년–1986년)
- 릴리 프로멧 (1922년–2007년)
- 카를 리스티키비 (1912년–1977년)
- 라이보 세포 (1973년 출생)
- 유한 스무울 (1922년–1971년)
- 안톤 한센 탐사레 (1878년–1940년)
- 엔 베테마 (1936년–2017년)
- 헤이키 빌렙 (1960년 출생)

## 에티오피아
- 하디스 알레마예후 (1910년–2003년)
- 아파와르크 가브라 이야수스 (1868년–1947년)
- 모게스 케베데
- 디나우 멩게스투 (1978년 출생)
- 마아자 멩기스테 (1971년 출생)
- 네가 메즐레키아 (1958년 출생)
- 하마 투마 (1949년 출생)
- 베르하누 제리훈 (1933/4년–1987년)

## 핀란드
- 유하니 아호 (1861년–1921년)
- 토베 얀손 (1914년–2001년), 그녀는 스웨덴어로 글을 썼다.
- 아이노 칼라스 (1878년–1956년), 여성
- 알렉시스 키비 (1834년–1872년)
- 배이뇌 린나 (1920년–1992년)
- 요한네스 린난코스키 (1869년–1913년)
- 아르토 파실린나 (1942년–2018년)
- 칼레 패아탈로 (1919년–2000년)
- 프란스 에밀 실란패 (1888년–1964년), 노벨 문학상, 1939년
- 미카 발타리 (1908년–1979년)

## 가봉
- 장-밥티스트 아베솔로 (1932년 출생)
- 베소라 (벨기에 출생) (1968년 출생)
- 샤를린 에파 (1977년 출생)
- 르네 마랑, 마르티니크 근처에서 출생 (1887년–1960년)
- 샹탈 마갈리 음바조오-카사 (1967년 출생)
- 나디아 오리고 (1977년 출생)
- 앙젤 은티우그베톤도 레비리 (1954년–2010년)

## 감비아
- 에부 디바 (1943년–2000년)
- 라마툴리 오스만
- 렌리 피터스 (1932년–2009년)
- 샐리 신가테 (1977년 출생)

## 조지아
- 미헤일 자바히시빌리 (1880년–1937년)

## 독일
- 요한네스 보브로프스키 (1917년–1965년)
- 하인리히 뵐 (1917년–1985년), 노벨 문학상 (1972년)
- 알프레트 되블린 (1878년–1957년), 베를린 알렉산더 광장 저자
- 파울 에른스트 (1866년–1933년)
- 한스 마그누스 엔첸스베르거 (1929년–2022년)
- 제니 에르펜베크 (1967년 출생)
- 한스 팔라다 (1893년–1947년)
- 테오도어 폰타네 (1819년–1898년)
- 율리아 프랑크 (1970년 출생)
- 요한 볼프강 폰 괴테 (1749년–1832년), 박식가
- 귄터 그라스 (1927년–2015년), 노벨 문학상 (1999년)
- 게르하르트 하웁트만 (1862년–1946년), 노벨 문학상 (1912년)
- 헬레네 헤게만 (1992년 출생)
- 볼프강 헤른도르프 (1965년–2013년)
- 슈테판 하임 (1913년–2001년)
- 볼프강 힐데스하이머 (1916년–1991년)
- 헤르만 헤세 (1877년–1962년), 노벨 문학상 (1946년)
- 우베 욘존 (1934년–1984년)
- 에른스트 윙어 (1895년–1998년)
- 마리 루이제 카슈니츠 (1901년–1974년)
- 에리히 케스트너 (1899년–1974년)
- 다니엘 켈만 (1975년 출생)
- 하인리히 폰 클라이스트 (1777년–1811년)
- 지크프리트 렌츠 (1926년–2014년)
- 안드레아스 만드 (1959년 출생)
- 하인리히 만 (1871년–1950년)
- 클라우스 만 (1906년–1949년)
- 토마스 만 (1875년–1955년), 노벨 문학상 (1929년)
- 에두아르트 뫼리케 (1804년–1875년)
- 스텐 나돌니 (1942년 출생), 느림의 발견 저자
- 에리히 마리아 레마르크 (1898년–1970년), 서부 전선 이상 없다 (1929년) 저자
- 베른하르트 슐링크 (1944년 출생)
- W. G. 제발트 (1944년–2001년)
- 아나 제거스 (1900년–1983년)
- 테오도어 슈토름 (1817년–1888년)
- 파트리크 쥐스킨트 (1949년 출생), 향수 저자
- 마르틴 발저 (1927년–2023년)
- 페터 바이스 (1916년–1982년)
- 크리스타 볼프 (1929년–2011년)
- 아르놀트 츠바이크 (1887년–1968년)

## 가나
- 나나 아참퐁 (1964년 출생)
- 아마 아타 아이두 (1940년–2023년)
- 아이 퀘이 아르마 (1939년 출생)
- 베디아코 아사레 (1930년 출생), 탄자니아와도 관련됨
- 아이샤 하루나 아타 (1983년 출생)
- 나나 오포리아타 아임
- 코피 아우노르 (1935년–2013년)
- 야바 바도에 (1954년 출생)
- 엘리자베스-아이린 바이티 (1970년 출생)
- 코피 밧사 (1931년–1991년)
- J. 베니벵고르 블레이 (1915년–?)
- 윌리엄 보이드 (1952년 출생)
- 아코수아 부시아 (1966년 출생)
- J. E. 케이슬리-헤이포드 (1866년–1930년)
- 조조 코비나 (1948년 출생)
- 메리 나나-아마 단쾀 (1967년 출생)
- 암마 다르코 (1956년 출생)
- 로런스 다르마니 (1956년 출생)
- 콰메 도우스 (1962년 출생)
- 아무 졸레토 (1929년 출생)
- 캐머런 두오두 (1937년 출생)
- 아사레 코나두 (1932년–1994년)
- B. 코조 라잉 (1946년–2017년)
- 레슬리 로코 (1964년 출생)
- 니 아이크웨이 파크스 (1974년 출생)
- 코비나 세키 (1892년–1956년)
- 타이에 셀라시 (1979년 출생)
- 프랜시스 셀러메이 (1927년–1988년)
- 에푸아 테오도라 서덜랜드 (1924년–1996년)

## 그리스
- 아리스 알렉산드루 (1922년–1979년)

- 에리코스 벨리에스 (1950년–2016년)

- 디미트리오스 하치스 (1913년–1981년)
- 안드레아스 카르카비차스 (1866년–1922년)
- 니코스 카잔차키스 (1883년–1957년)
- 조지 레오나르도스 (1937년 출생)
- 파블로스 마테시스 (1933년–2013년)

- 알렉시스 스타마티스 (1960년 출생)
- 앙겔로스 테르자키스 (1907년–1979년)

- 바실리스 바실리코스 (1934년–2023년)
- 엘리아스 베네지스 (1904년–1973년)

## 과테말라
- 미겔 앙헬 아스투리아스 (1899년–1974년)
- 하비에르 카르카모 구스만 (1980년 출생)
- 카를로스 와일드 오스피나 (1891년–1956년)
- 하비에르 파예라스 (1974년 출생)

- 막시모 소토 홀

- 캐롤 자르데토

## 기니
- 시라 발데 드 라베 (1929년–2018년)
- 카마라 라예 (1928년–1980년)
- 티에르노 모네넴보 (1947년 출생)
- 윌리엄스 사신 (1944년–1997년)

## 아이티
- 프랑케티엔 (1936년–2025년)
- 클라크 패런트 (1951년 출생)
- 자크 루맹 (1907년–1944년)

## 온두라스
- 로베르토 카스티요 (1950년–2008년)
- 훌리오 에스코토 (1944년 출생)
- 하비에르 아브릴 에스피노사 (1967년 출생)
- 루실라 가메로 (1873년–1964년)

## 홍콩
- 루이 차 (1924년–2018년)
- 니 쿠앙 (1935년–2022년)

## 헝가리
- 졸탄 암브루스 (1861년–1932년)
- 미하이 바비츠 (1883년–1941년)
- 죄피어 반 (1957년 출생)
- 미클로시 반피 (1873년–1950년)
- 아고타 보자이 (1965년 출생)
- 덜로시 죄르지 (1943년 출생)
- 안나 다니엘 (1908년–2003년)
- 요제프 외트뵈시 (1813년–1871년)
- 페테르 에스테르하지 (1950년–2016년)
- 클라라 페헤르 (1919년–1996년)
- 이슈트반 페케테 (1900년–1970년), 부크 저자
- 가르도니 게저 (1863년–1922년)
- 아그네스 게르게이 (1933년 출생)
- 페렌츠 헤르체그 (1863년–1954년)
- 에바 야니코프스키 (1926년–2003년), 아동 작가이기도 하다.
- 요커이 모르 (1825년–1904년), 19세기 최고의 소설가
- 마르기트 카프카 (1880년–1918년)
- 프리그에슈 카린티 (1887년–1938년), 공상 과학 소설가
- 요제프 카르만 (1768년–1795년)
- 지그몬드 케메니 (1814년–1875년)
- 리브카 케렌 (1946년 출생), 히브리어로도 글을 쓴다.
- 케르테스 임레 (1929년–2016년), 노벨 문학상 (2002년)
- 야노스 코돌라니 (1899년–1969년)
- 콘라드 죄르지 (1933년–2019년)
- 카로이 코스 (1883년–1977년)
- 데죄 코스톨라니 (1885년–1936년)
- 크러스너호르커이 라슬로 (1954년 출생)
- 줄라 크루디 (1878년–1933년)
- 에르빈 라자르 (1936년–2006년), 아동 소설가
- 로라 라이너 (1985년 출생), 청소년 소설 시리즈 저자
- 이반 만디 (1918년–1995년), 아동 소설가
- 샨도르 마라이 (1900년–1989년)
- 몰나르 페렌츠 (1878년–1952년), 팔 거리의 아이들 저자
- 페렌츠 모라 (1879년–1934년)
- 모리츠 지그몬드 (1879년–1942년), 20세기 초 최고의 소설가
- 칼만 믹사트 (1847년–1910년)
- 테레치아 모라 (1971년 출생), 독일어로 글을 쓴다.
- 페테르 나다시 (1942년 출생)
- 보르발라 나다시디 (1939년 출생)
- 네메트 라슬로 (1901년–1975년)
- 엠마 오르치 (오르치 남작 부인, 1865년–1947년), 영어로 글을 쓴다.
- 게저 오틀리크 (1912년–1990년)
- 예뇌 레이퇴 (1905년–1943년)
- 헨리에트 세스 F. (1980년 출생), 공상 과학 소설가
- 서보 머그더 (1917년–2007년), 문 저자
- 산도르 사트마리 (1897년–1974년), 카조히니아 저자
- 노에미 세치 (1976년 출생)
- 줄리아 세켈리 (1906년–1986년)
- 마리아 세페스 (1908년–2007년)
- 안탈 세르브 (1901년–1945년), 월광 여행 저자
- 에디나 스보렌 (1974년 출생)
- 아론 타마시 (1897년–1966년)
- 카타 티사 (1980년 출생)
- 세실 토르마이 (1876년–1937년)
- 알베르트 바스 (1908년–1998년)

## 아이슬란드
- 스노리 스투를루손 (1179년–1241년), 젊은 에다 저자
- 할도르 락스네스 (1902년–1998년), 노벨 문학상 (1955년)
- 숀 (시인) (1962년 출생), 노르딕 협의회 문학상 (2005년)

## 인도 아대륙
- 아라빈드 아디가 (1974년 출생), 영어
- 아메드 알리 (1910년–1994년), 영어, 우르두어
- 물크 라지 아난드 (1905년–2004년), 영어
- 차우드리 아프잘 하크 (1891년–1942년), 우르두어, 영어, 힌디어
- 마니크 반도파디아이 (1908년–1956년), 벵골어
- 샤라딘두 반도파디아이 (1899년–1970년), 벵골어
- 비부티부샨 반도파디아이 (1894년–1950년), 벵골어
- 타라샹카르 바네르지 (1898년–1971년), 벵골어
- 라탄 랄 바수 (1948년 출생), 영어, 벵골어
- D. R. 벤드레 (1896년–1981년), 칸나다어
- 라마브릭샤 베니푸리 (1899년–1968년), 힌디어
- 러스킨 본드 (1934년 출생), 영어
- 부다데브 보수 (1908년–1974년), 벵골어, 영어
- 니렌드라나트 차크라바르티 (1924년–2018년), 벵골어
- 비크람 찬드라 (1961년 출생), 영어
- 반킴 찬드라 차토파디아야 (1838년–1894년), 벵골어
- 우파만유 차테르지 (1959년 출생), 영어
- 샤랏 찬드라 차토파디아야 (1876년–1938년), 벵골어
- 아미트 차우두리 (1962년 출생), 영어
- 라지카말 차우드리 (1929년–1967년), 힌디어
- 지바나난다 다스 (1899년–1954년), 벵골어
- 마노즈 다스 (1934년–2021년), 오리야어
- 데이비드 데이비다르 (1958년 출생)
- 쇼바 데 (1948년 출생), 영어
- 아니타 데사이 (1937년 출생), 영어
- 키란 데사이 (1971년 출생), 영어
- P. L. 데시판데 (1919년–2000년) 마라티어
- 유니스 드 수자 (1940년–2017년), 영어
- 치트라 바네르지 디바카루니 (1956년 출생)
- 마이클 마두수단 두타 (1824년–1873년), 벵골어, 영어, 프랑스어
- 랄론 파키르 (c. 1772년–1890년), 벵골어
- 수닐 강고파디아이 (1934년–2012년), 벵골어
- 아미타브 고시 (1956년 출생), 영어
- 수보드 고시 (1909년–1980년), 벵골어
- 미르 모샤라프 호세인 (1847년–1912년) 벵골어
- 라지 카말 자 (1966년 출생), 영어
- 아미타 카네카르 (1965년 출생), 영어
- 우마르 알리샤 카비세카라 (1885년–1945년), 텔루구어
- 다타 라구나트 카브테카르 (1901년–1979년), 마라티어
- 프라카시 코나 (1967년 출생)
- 쿠벰푸 (1904년–1994년), 칸나다어
- 줌파 라히리 (1967년 출생)
- 판카즈 미슈라 (1969년 출생)
- 피유시 자 (현존), 영어
- 로힌턴 미스트리 (1952년 출생), 영어
- 나렌드라나트 미트라 (1916년–1975년), 벵골어
- 고피나트 모한티 (1914년–1991년), 오리야어
- 자가디시 모한티 (1951년–2013년), 오디아어
- 시르셴두 무코파디아이 (1935년 출생), 벵골어
- 키란 나가르카르 (1942년–2019년) 마라티어, 영어
- R. K. 나라얀 (1906년–2001년), 영어
- 발찬드라 네마데 (1938년 출생), 마라티어
- 디벤두 팔리트 (1939년–2019년), 벵골어, 영어
- 수렌데르 모한 파탁 (1940년 출생), 힌디어
- 자이샨카르 프라사드 (1889년–1937년), 힌디어
- 문시 프렘찬드 (1880년–1936년), 힌디어
- 투샤르 라헤자 (1984년 출생), 영어
- 인다르 바하두르 라이 (1927년–2018년) 네팔어
- 라자쉬리, 영어
- 라자 라오 (1908년–2006년), 영어
- 사티야지트 레이 (1921년–1992년), 벵골어
- 아룬다티 로이 (1961년 출생), 영어
- 람모한 로이 (1772년–1833년), 벵골어, 영어, 산스크리트어
- 살만 루슈디 (1947년 출생), 영어
- 사로지니 사후 (1956년 출생) 오디아어
- 라훌 상크리티아야 (1893년–1963년), 힌디어, 보지푸리어, 티베트어, 산스크리트어
- 빌라스 사랑 (1942년–2015년) 마라티어, 영어
- D. 셀바라지 (1938년–2009년), 타밀어
- 사마르 센 (1916년–1987년), 벵골어, 영어
- 파키르 모한 세나파티 (1843년–1918년), 오리야어
- 두르조이 다타 (1987년 출생), 영어
- 비크람 세스 (1952년 출생), A Suitable Boy 저자
- 라빈드라나트 타고르 (1861년–1941년) 벵골어, 시인, 화가, 철학자 & 노벨상 수상자이기도 하다.
- 샤시 타루르 (1956년 출생), 영어
- 체탄 바갓 (1971년 출생), 영어
- 라지바 나얀 파탁 (1972년 출생), 영어
- 이슈와르 찬드라 비디아사갈 (1820년–1891년) 벵골어
- 비자야크리슈난 (1952년 출생), 말라얄람어
- 칼키 크리슈나무르티 (1899년–1954년), 타밀어
- 수자타 (1935년–2008년), 타밀어
- 락슈미나트 베즈바루아 (1864년–1938년), 아삼어
- 마모니 라이솜 고스와미 (1942년–2011년), 아삼어, 영어
- 바벤드라 나트 사이키아 (1932년–2003년), 아삼어
- 히렌 고하인 (1939년 출생), 아삼어
- 나바칸타 바루아 (1926년–2002년), 아삼어
- 비슈누 프라사드 라바, 아삼어
- 쿨프리트 야다브 (1968년 출생), 영어
- M. T. 바수데반 나이르 (1933년–2024년), 말라얄람어
- 수다 무르티 (1950년 출생), 칸나다어, 마라티어, 영어
- 아툴 쿠마르 라이 (1992년 출생), 힌디어

## 인도네시아
- 안드레아 히라타 (1967년 출생), "라스카르 펠랑이" (무지개 부대) 4부작
- 데위 르스타리 (1976년 출생)
- 프라무댜 아난타 투르 (1925년–2006년), 금서된 1980년 소설 인류의 이 땅 저자

## 이란
- 아흐마드 마흐무드 (1931년–2002년)
- 아자르 나피시 (1948년 출생)
- 보조르그 알라비 (1904년–1997년)
- 후샹 골시리 (1937년–2000년)
- 자말 미르사데기
- 마흐무드 돌라타바디 (1940년 출생)
- 레자 바라헤니 (1935년–2022년)
- 사데크 헤다야트 (1903년–1951년)
- 사디크 추박 (1916년–1998년)
- 샤흐르누쉬 파시푸르 (1946년 출생)
- 시민 다네슈바르 (1921년–2012년)
- 조야 피르자드 (1952년 출생)
- 아라시 헤자지 (1971년 출생)
- 아바스 마루피 (1957년–2022년)
- 샤흐리야르 만다니푸르 (1957년 출생)
- 잘랄 알-에-아흐마드 (1923년–1969년)

## 이라크
- 아흐메드 사다위 (1973년 출생), 수상작 이라크 소설 바그다드 프랑켄슈타인 저자
- 디아 주바일리 (1977년 출생)
- 푸아드 알-티케를리, 그의 소설 알-라제아 알-바이드로 가장 잘 알려져 있으며, 영어로 The Long Way Back으로 번역되었다.
- 하이파 장가나 (1950년 출생), 바그다드 출신
- 하자임 카말레딘 (1954년 출생), 그의 소설 Desertified Waters로 가장 잘 알려져 있으며, 네덜란드어로 Schoonheid raast in mij tot ik sterf로 번역되었고, 국제 아랍 소설상 후보에 올랐다.
- 입티삼 압달라 (1942/1943년–2023년)
- 이남 카차치 (1952년 출생)
- 이크발 알-카즈위니
- 사미라 알-마니 (1935년 출생)
- 새뮤얼 시몬 (1956년 출생)
- 셀림 마타르
- 시난 안툰

## 아일랜드
- 사뮈엘 베케트 (1906년–1989년)
- 제임스 조이스 (1882년–1941년)
- 플란 오브라이언 (1911년–1966년)
- 오스카 와일드 (1854년–1900년)

## 이스라엘
- 슈무엘 요세프 아그논 (1888년–1970년), 노벨 문학상 수상자; 신부의 덮개, 어제
- 아하론 아펠펠트 (1932년–2018년), 바덴하임 1939
- 나오미 프랭클 (1918년–2009년), 샤울 베-요한나 (사울과 조안나) 3부작
- 데이비드 그로스만 (1954년 출생), 참조: 사랑, 어린 양의 미소
- 게일 하레벤 (1959년 출생)
- 요람 카니우크 (1930년–2013년), 그의 딸
- 아모스 오즈 (1939년–2018년), 블랙 박스, 나의 미카엘
- 야아코브 샤브타이 (1934년–1981년), 과거 지속
- 메이어 샬레브 (1948년–2023년), 푸른 산, 에서
- 미할 고브린 (1960년 출생), 이름, 스냅샷
- 하임 발데르 (1969년–2021년), 키즈 스피크
- 아브라함 B. 예호슈아 (1936년–2022년), 늦은 이혼, 마니 씨

## 이탈리아
- 줄리오 안지오니 (1939년–2017년)
- 리카르도 바켈리 (1891년–1985년)
- 알레산드로 바리코 (1958년 출생)
- 조르조 바사니 (1916년–2000년)
- 스테파노 벤니 (1947년 출생), 언론인, 시인, 소설가, 테라 (1985년)는 영어로 가장 인기 있는 작품이다.
- 알베르토 베빌라쿠아 (1934년–2013년)
- 비탈리아노 브란카티 (1907년–1954년)
- 제수알도 부팔리노 (1920년–1996년)
- 알도 부시 (1948년 출생)
- 디노 부차티 (1906년–1972년), 일 데세르토 데이 타르타리 (1940년)
- 이탈로 칼비노 (1923년–1985년), 코스미코믹스, 어느 겨울밤 한 여행자가 (1979년)
- 루이기 카푸아나 (1839년–1915년)
- 안드레아 카밀레리 (1925년–2019년)
- 카를로 카솔라 (1917년–1987년)
- 사베리아 케모티 (1947년 출생)
- 카를로 콜로디 (1826년–1890년)
- 카르멘 코비토 (1948년 출생)
- 가브리엘레 단눈치오 (1863년–1938년)
- 마시모 다젤리오 (1798년–1866년)
- 에드몬도 데 아미치스 (1846년–1908년)
- 그라치아 델레다 (1871년–1936년)
- 움베르토 에코 (1932년–2016년)
- 엘레나 페란테
- 베페 페놀리오 (주세페)
- 안토니오 포가차로 (1842년–1911년)
- 카를로 에밀리오 가다 (1893년–1973년)
- 나탈리아 긴즈부르그 (1916년–1991년)
- 프리모 레비 (1919년–1987년), 화학자 및 소설가
- 에밀리오 루수 (1890년–1975년)
- 알레산드로 만초니 (1785년–1873년)
- 다차 마라이니 (1936년 출생)
- 프랑코 미미 (1942년 출생)
- 엘사 모란테 (1912년–1985년)
- 알베르토 모라비아 (1907년–1990년)
- 체사레 파베세 (1908년–1950년)
- 루이지 피란델로 (1867년–1936년), 극작가, 작가를 찾는 여섯 등장인물
- 바스코 프라토리니 (1913년–1991년)
- 안드레아 디 로빌란트 (1957년 출생)
- 에밀리오 살가리 (1862년–1911년)
- 알베르토 사비니오 (1891년–1952년)
- 레오나르도 샤시아 (1921년–1989년)
- 이냐치오 실로네 (1900년–1978년)
- 마리오 솔다티 (1906년–1999년)
- 이탈로 스베보 (1861년–1928년)
- 안토니오 타부치 (1943년–2012년), 페레이라 선언 (1994년)
- 수잔나 타마로 (1957년 출생)
- 주세페 토마시 디 람페두사 (1896년–1957년), 레오파드
- 조반니 베르가 (1840년–1922년)
- 엘리오 비토리니 (1908년–1966년)

## 자메이카
- 오팔 팔머 아디사 (1954년 출생)
- 린제이 바레트 (1941년 출생)
- 에드워드 보우 (1936년–2023년)
- 제임스 베리 (1924년–2017년)
- 엘리엇 블리스 (1903년–1990년)
- 에르나 브로드버 (1940년 출생)
- 콜린 챈너 (1963년 출생)
- 콰메 도우스 (1962년 출생)
- 진 디코스타 (1937년 출생)
- 니콜 데니스-벤 (1982년 출생)
- 존 헌 (1926년–1994년)
- 날로 홉킨슨 (1960년 출생)
- 허버트 드 리서 (1878년–1944년)
- 로저 마이스 (1905년–1955년)
- 클로드 매케이 (1889년–1948년)
- 파멜라 모데카이 (1942년 출생)
- 제프리 필프 (1958년 출생)
- 벨마 폴라드 (1937년–2025년)
- 파트리샤 파월 (1966년 출생)
- 빅토르 스태퍼드 리드 (1913년–1987년)
- 조안 라일리 (1958년 출생)
- 레오네 로스 (1969년 출생)
- 앤드루 샐키 (1928년–1995년)
- 올리브 시니어 (1941년 출생)
- 마케다 실베라 (1955년 출생)
- 엘런 토마스 (1947년–2004년)
- 실비아 윈터 (1928년 출생)

## 일본
- 아베 코보 (1924년–1993년)
- 아가와 히로유키 (1920년–2015년)
- 아리요시 사와코 (1931년–1984년)
- 다자이 오사무 (1909년–1948년)
- 엔치 후미코 (1905년–1986년)
- 엔도 슈사쿠 (1923년–1996년)
- 히구치 이치요 (1872년–1896년)
- 이부세 마스지 (1898년–1993년)
- 이즈미 교카 (1873년–1939년)
- 가와바타 야스나리 (1899년–1972년) (노벨상, 1968년)
- 기리노 나쓰오 (1951년 출생)
- 미시마 유키오 (1925년–1970년)
- 미야자와 겐지 (1896년–1933년)
- 미즈무라 미나에 (1951년 출생)
- 무라카미 하루키 (1949년 출생)
- 무라카미 류
- 니시오 이신 (1981년 출생)
- 오에 겐자부로 (1935년–2023년) (노벨상, 1994년)
- 오가와 요코 (1962년 출생)
- 오노 후유미 (1961년 출생)
- 에도가와 란포 (1894년–1965년)
- 히로쓰 류로 (1861년–1928년)
- 무라사키 시키부
- 쇼노 준조 (1921년–2009년)
- 소노 아야코 (1931년–2025년)
- 나쓰메 소세키 (1867년–1916년)
- 다니자키 준이치로 (1886년–1965년)
- 야스오카 쇼타로 (1920년–2013년)
- 요시모토 바나나 (1964년 출생)
- 요시무라 아키라 (1927년–2006년)
- 요시유키 준노스케 (1924년–1994년)

## 케냐
- 마거릿 오골라 (1958년–2011년)
- 그레이스 오고트 (1930년–2015년)
- M. G. 바산지 (1950년 출생)
- 응구기 와 티옹오 (1938년–2025년), 리버 비트윈, 카이타니 무타라-이니, 마티가리
- 메자 음왕기 (1948년 출생)
- 이사크 디네센, 카렌 블릭센의 필명 (1885년–1962년)

## 코소보
- 제브데트 바지라즈
- 프제터르 보그다니
- 알리 포드림자
- 아젬 슈크렐리

## 튀르키예 (쿠르드족)
- 바흐티야르 알리 (1960년 출생)
- 잘랄 바르잔지 (1953년 출생)
- 야샤르 케말 (1923년–2015년)
- 아타 나하이
- 파르하드 피르발 (1961년 출생)
- 메흐메드 우준 (1953년–2007년)

## 라트비아
- 안드레이스 우피츠 (1877년–1970년)
- 마게리스 자리니슈 (1910년–1993년)
- 알렉산드르스 차크스 (1901년–1950년)

## 라오스
- 두앙두안 부냐봉
- 우틴 부냐봉
- 다오비앙 붓나코

## 레바논
- 하난 알-샤이크 (1945년 출생)
- 유세프 호와예크 (1883년–1962년), 작가 및 조각가
- 엘리아스 쿠리 (1948년–2024년)
- 아민 말루프 (1949년 출생)
- 위다드 사카키니 (1913년–1991년)

## 레소토
- 토마스 모폴로 (1876년–1948년)

## 북마케도니아
- 슬라브코 야네프스키 (1920년–2000년)

## 마다가스카르
- 미셸 라코토송 (1948년 출생)
- 장-조제프 라베아리벨로 (1901년 또는 1903년–1937년)

## 말라위
- 폴 티얌베 젤레자 (1955년 출생)
- 펠릭스 음탈리 (1933년 출생)

## 말레이시아
- K. S. 마니암 (1942년–2020년)

## 말리
- 아마두 함파테 바 (1901년–1991년)
- 아이다 마디 디알로
- 둠비 파콜리 (1944년–2024년)
- 무사 코나테 (1951년–2013년)
- 얌보 오울로그엠 (1940년–2017년)

## 모리타니
- 무사 울드 에브누 (1956년 출생)

## 멕시코
- 후안 호세 아레올라
- 넬리 캄포벨로
- 라우라 에스키벨
- 카를로스 푸엔테스
- 엘레나 가로
- 마르틴 루이스 구스만
- 호세 에밀리오 파체코
- 옥타비오 파스
- 후안 룰포
- 아구스틴 야네스
- 호르헤 이바르귀엔고이티아
- 오메로 아리디스

## 모로코
- 모하메드 슈크리 (1935년–2003년)
- 드리스 슈라이비 (1926년–2007년)
- 에드몽 암란 엘 말레 (1917년–2010년)
- 압델케비르 카티비 (1938년–2009년)
- 모하메드 카이르-에딘 (1941년–1995년)
- 라일라 랄라미 (1968년 출생)
- 아흐메드 세프리우이 (1915년–2004년 7월 13일)
- 모하메드 자프자프 (1945년–2001년)
- 모하메드 레프타 (1946년–2008년)

## 모잠비크
- 파울리나 치지아네 (1955년 출생)
- 미아 쿠투 (1955년 출생)
- 운굴라니 바 카 코사 (1957년 출생)
- 리나 마가이아 (1940년–2011년)

## 네팔
- 비슈웨슈와르 프라사드 코이랄라 (1914년–1982년): 숨님아, 틴 굼티, 히틀라르 라 야후디.
- 인다르 바하두르 라이
- 자가디시 기미레 (1946년–2013년): 릴람, 사비티.
- 카겐드라 상그라울라 (1946년 출생): 체타나코 파힐로 닥, 아마코 차타파티, 주나키리코 상기트.
- 락슈미 프라사드 데브코타 (1909년–1959년)
- 나라얀 와글레
- 파리자트 (작가) (1937년–1993년): 시리슈코 풀 (블루 미모사), 아니도 파하드상아이, 파리바시트 앙칸하루.
- 삼라트 우파드하이
- 사누 샤르마
- 사루바크타 (1956년 출생)
- 슈라완 무카룽
- 수빈 바타라이 (1982년 출생)

## 네덜란드
- 아얀 히르시 알리 (1969년 출생)
- 하리 뮐리스 (1927년–2010년)
- 물타툴리 (1820년–1887년)
- 팁 마루그 (1923년–2006년)
- 세스 노테봄 (1933년 출생)
- 빌렘 프레데리크 헤르만스 (1921년–1995년)
- 얀 볼커스 (1925년–2007년)
- 헤라르트 판 헤트 레베 (1923년–2006년)
- A.F.Th. 판 데르 헤이던 (1951년 출생)

## 뉴질랜드
- 바바라 앤더슨 (1926년–2013년)
- 캐서린 치지 (1970년 출생)
- 조이 카울리 (1936년 출생)
- 나이젤 콕스 (1951년–2006년)
- 배리 크럼프 (1935년–1996년)
- 테사 두더 (1940년 출생)
- 앨런 더프 (1950년 출생)
- 케이트 두이그넌 (1974년 출생)
- 재닛 프레임 (1924년–2004년), 테이블의 천사 저자
- 모리스 지 (1931년–2025년)
- 파트리샤 그레이스 (1937년 출생)
- 케리 흄 (1947년–2021년)
- 위티 이히마에라 (1944년 출생)
- 애나마리 재고스 (1965년 출생)
- 피오나 키드먼 (1940년 출생)
- 존 A. 리 (1891년–1982년)
- 나이오 마시 (1895년–1982년)
- 오웬 마셜 (1941년 출생)
- 프레데릭 에드워드 매닝 (1812년–1883년)
- 로널드 휴 모리슨 (1922년–1972년)
- 로지 스콧 (1948년–2017년)
- 모리스 섀드볼트 (1932년–2004년)
- C. K. 스태드 (1932년 출생)
- 필립 템플 (1939년 출생)
- 줄리어스 보겔 (1835년–1899년)
- 체리 와일더 (1930년–2002년)

## 니카라과
- 지오콘다 벨리 (1948년 출생)

## 나이지리아
- 치누아 아체베 (1930년–2013년)
- 치마만다 응고지 아디치에 (1977년 출생)
- 테주 콜 (1975년 출생)
- 시프리안 에크웬시 (1921년–2007년)
- 부치 에메체타 (1944년–2017년)
- 헬론 하빌라 (1967년 출생)
- 엘나탄 존 (1982년 출생)
- 플로라 은와파 (1931년–1993년)
- 치고지 오비오마 (1986년 출생)
- 벤 오크리 (1959년 출생)
- 켄 사로-위와 (1941년–1995년)
- 타이에 셀라시 (1979년 출생)
- 롤라 쇼네인 (1974년 출생)
- 월레 소잉카 (1934년 출생)
- 아모스 투투올라 (1920년–1997년)

## 노르웨이
- 잉바르 암뵤른센 (1956년–2025년)
- 옌스 비에른보에 (1920년–1976년)
- 비에른스티에르네 비에른손 (1832년–1910년)
- 요한 보르겐 (1902년–1979년)
- 라르스 사비에 크리스텐센 (1953년 출생)
- 올라프 두운 (1876년–1939년)
- 요한 팔크베르게 (1879년–1967년)
- 요스테인 고르데르 (1952년 출생), 소피의 세계
- 에리크 포스네스 한센 (1965년 출생)
- 크누트 함순 (1859년–1952년), 배고픔
- 시구르 호엘 (1890년–1960년)
- 로이 야콥센 (1954년 출생)
- 알렉산데르 키엘란드 (1849년–1906년)
- 얀 셰르스타드 (1953년 출생)
- 칼 오베 크네우스고르 (1968년 출생)
- 요나스 리 (1833년–1908년)
- 에를렌 로 (1969년 출생)
- 가브리엘 스콧 (1874년–1958년)
- 다그 솔스타드 (1941년–2025년)
- 시그리드 운세트 (1859년–1952년), 크리스틴 라브란스다테르
- 타르제이 베사스 (1897년–1970년)
- 헤르뵈르그 바스모 (1942년 출생)

## 파키스탄
- 아메드 알리, 파키스탄 문학원 설립자, 소설가, 시인, 학자
- 차우드리 아프잘 하크 (1891년–1942년)
- 타리크 알리 (1943년 출생)
- 무샤라프 알리 파루키 (1968년 출생)
- 줄피카르 고스 (1935년–2022년)
- 모신 하미드 (1971년 출생)
- 아가 쇼리시 카슈미리 (1917년–1975년)
- 사닷 하산 만토 (1912년–1955년), 인도 출생
- 알리 악바르 나티크 (1974년 출생)
- 우즈마 아슬람 칸
- 카밀라 샴시 (1973년 출생)
- 밥시 시드와 (1938년–2024년)
- 압둘라 후세인 (1920년–2014년)
- 인티자르 후세인 (1923년–2016년)
- 잔바즈 미르자
- 무스탄사르 후세인 타라르 (1939년 출생)
- 바노 쿠드시아 (1928년–2017년)
- 나심 히자지 (c. 1914년–1996년)
- 이븐-에-사피 (1928년–1980년)
- 이슈티아크 아흐메드 (c. 1941년–2015년)

## 팔레스타인
- 가산 카나파니 (1936년–1972년)
- 마흐무드 다르위시 (1941년–2008년)
- 수잔 아불하와 (1970년 출생)

## 파라과이
- 르네 페레르 데 아레야가 (1944년 출생)
- 아우구스토 로아 바스토스 (1917년–2005년)

## 페루
- 시로 알레그리아 (1909년–1967년)
- 호세 마리아 아르게다스 (1911년–1969년)
- 마누엘 스코르자 (1928년–1983년)

- 카를로스 손 (1923년–2021년)
- 마리오 바르가스 요사 (1936년-2025년) (노벨상, 2010년)

## 필리핀
- 프란시스코 아르셀라나 (1916년–2002년)
- 루알하티 바우티스타 (1945년–2023년)
- 카를로스 불로산 (1913년–1956년)
- 호세 달리사이 (1954년 출생)
- 에릭 가말린다 (1956년 출생)
- N. V. M. 곤잘레스 (1915년–1999년)
- 제시카 하게도른 (1949년 출생)
- 아마도 에르난데스 (1903년–1970년)
- 스테반 자벨라나 (1918년–1977년)
- 닉 호아킨 (1917년–2004년)
- 에드가르도 레예스 (1936년–2012년)
- 호세 리살 (1861년–1896년)
- 니놋치카 로스카 (1946년 출생)
- 비엔베니도 산토스 (1911년–1996년)
- 로페 K. 산토스 (1879년–1963년)
- 로헬리오 시카트 (1940년–1997년)
- 프란시스코 시오닐 호세 (1924년–2022년)
- 에딜베르토 티엠포 (1913년–1996년)
- 에디트 티엠포 (1919년–2011년)
- 린다 타이-캐스퍼 (1931년 출생)

## 폴란드
- 마리아 동브로프스카 (1889년–1965년)
- 타데우시 도웽가-모스토비치 (1898년–1939년)
- 타데우시 코니츠키 (1926년–2015년)
- 이그나치 크라시츠키 (1735년–1801년)
- 유제프 이그나치 크라셰프스키 (1812년–1887년)
- 조피아 나우코프스카 (1885년–1954년)
- 비톨트 곰브로비치 (1904년–1969년)
- 스타니스와프 렘 (1921년–2006년)
- 엘리자 오제슈코바 (1841년–1910년)
- 얀 포토츠키 (1761년–1815년)
- 볼레스와프 프루스 (1847년–1912년)
- 브와디스와프 레이몬트 (1867년–1925년), 노벨 문학상 1924년, 농민들 저자
- 브루노 슐츠 (1892년–1942년)
- 헨리크 시엔키에비치 (1846년–1916년), 노벨 문학상 1905년, 쿠오 바디스 저자
- 올가 토카르추크 (1962년 출생)
- 가브리엘라 자폴스카 (1857년–1921년)
- 스테판 제롬스키 (1864년–1925년)
- 유게니우시 지토미르스키 (1911년–1975년)

## 포르투갈
- 안토니우 로부 안투네스 (1942년 출생)
- 오거스티나 루이스 (1922년–2019년)
- 카밀루 카스텔루 브랑쿠 (1825년–1890년)
- 줄리우 디니스 (1839년–1871년)
- 알메이다 가헤트 (1799년–1854년)
- 알렉산드르 에르쿨라누 (1810년–1877년)
- 조제 카르도수 피레스 (1925년–1998년)
- 에사 드 케이로스 (1845년–1900년)
- 주제 사라마구 (1922년–2010년)
- 루이스 드 카몽이스

## 푸에르토리코
- 지안니나 브라스치 (1953년 출생), 요-요 보잉! (1998년), 엘 임페리오 데 로스 수에뇨스/엠파이어 오브 드림스 (1988년).
- 루이스 로페스 니에베스 (1950년 출생), 세바 (1984년), 에스크리비르 파라 라파 (1987년), 라 베르다데라 무에르테 데 후안 폰세 데 레온 (2000년), 엘 코라손 데 볼테르 (2005년)

## 루마니아
- 이온 아그르비체아누 (1882년-1963년)
- 가브리엘라 아다메슈테아누 (1942년 출생)
- 디미트리에 볼린티네아누 (일부 자료에 따르면 1819년/1825년-1872년)
- 카밀 바치우 (1926년–2005년)
- 마리아 바치우 (1942년 출생)
- 에우젠 바르부 (1924년-1993년)
- 막스 블레허 (1909년–1938년)
- 에우게니우 보테즈 (1874년-1933년)
- 니콜라에 브레반 (1934년 출생)
- 아우구스틴 부주라 (1938년–2017년)
- 마테이우 카라지알레 (1885년–1936년)
- 조르제 컬리네스쿠 (1899년–1965년)
- 미르체아 컬터레스쿠 (1956년 출생)
- 콘스탄틴 치리처 (1925년-1991년)
- 게오르게 크러치운 (1950년–2007년)
- 이온 크레안거 (1837년-1889년)
- 미르체아 엘리아데 (1907년–1986년)
- 미하이 에미네스쿠 (1850년–1889년)
- 니콜라에 필리몬 (1819년-1865년)
- 라두 파벨 게오 (1969년 출생)
- 콘스탄틴 비르질 게오르기우 (1916년–1992년)
- 안톤 홀반 (1902년-1937년)
- 가라베트 이브러일레아누 (1871년-1936년)
- 파나이트 이스트라티 (1884년–1935년)
- 알렉산드루 이바시우크 (1894년–1935년)
- 에우젠 로비네스쿠 (1881년-1943년)
- 노르만 마네아 (1936년 출생)
- 기브 미허에스쿠 (1894년–1935년)
- 이온 미눌레스쿠 (1881년-1944년)
- 헤르타 뮐러 (1953년 출생)
- 겔루 나움 (1915년-2001년)
- 미르체아 네델치우 (1950년–1999년)
- 코스타케 네그루치 (1808년–1868년)
- 호르텐시아 파파다트-벤게스쿠 (1876년–1955년)
- 도라 파벨 (1946년 출생)
- 카밀 페트레스쿠 (1894년–1957년)
- 세자르 페트레스쿠 (1892년–1961년)
- 두미트루 라두 포페스쿠 (1935년–2023년)
- 마린 프레다 (1922년–1980년)
- 리비우 레브레아누 (1885년–1944년)
- 도이나 루스티 (1957년 출생)
- 미하일 사도베아누 (1880년–1961년)
- 셀라 세르기 (1907년-1992년)
- 미하일 세바스티안 (1907년-1945년)
- 이오안 슬라비치 (1848년-1925년)
- 자하리아 스탄쿠 (1902년–1974년)
- 보그단 수체아버 (1969년 출생)
- 이오넬 테오도레아누 (1897년-1954년)
- 라두 투도란 (1910년-1992년)
- 두일리우 잠피레스쿠 (1858년–1922년)

## 러시아
- 안드레이 벨리 (1880년–1934년)
- 안드레이 비토프 (1937년–2018년)
- 미하일 불가코프 (1891년–1940년), 거장과 마르가리타 저자
- 니콜라이 체르니셰프스키 (1828년–1889년), 무엇을 할 것인가? 저자
- 표도르 도스토옙스키 (1821년–1881년), 카라마조프가의 형제들, 죄와 벌 저자
- 가이토 가즈다노프 (1903년–1971년)
- 니콜라이 고골 (1809년–1852년), 죽은 혼 저자
- 이반 곤차로프 (1812년–1891년), 오블로모프, "잉여" 인간 이야기
- 막심 고리키 (1868년–1936년)
- 안나 카시나, 다가바드 공주 저자
- 미하일 레르몬토프 (1814년–1841년)
- 레오니트 레오노프 (1899년–1994년)
- 니콜라이 레스코프 (1831년–1895년)
- 블라디미르 마카닌 (1937년–2017년)
- 블라디미르 나보코프 (1899년–1977년) 초기 소설은 러시아어로, 이후 롤리타를 포함한 작품들은 영어로 썼다.
- 보리스 파스테르나크 (1890년–1960년), 노벨 문학상 거부, 닥터 지바고
- 알렉산드르 푸시킨 (1799년–1837년)
- 비아체슬라프 레핀 (1960년 출생), 러시아어와 프랑스어 소설, 단편 소설, 에세이 저자
- 미하일 살티코프셰드린 (1826년–1889년)
- 일리아 슈템러 (1933년–2022년)
- 알렉산드르 솔제니친 (1918년–2008년), 이반 데니소비치의 하루
- 알렉세이 K. 톨스토이 (1817년–1875년)
- 알렉세이 N. 톨스토이 (1883년–1945년)
- 레프 톨스토이 (1828년–1910년), 전쟁과 평화, 안나 카레니나 저자
- 이반 투르게네프 (1818년–1883년)

## 세인트빈센트 그레나딘
- 필리스 조이스 맥클린 푸네트 (1917년–2004년)

## 사모아
- 시아 피기엘 (1967년 출생)
- 알베르트 웬트 (1939년 출생)

## 상투메 프린시페
- 사라 핀투 코엘료 (1913년–1990년)

## 세르비아
- 데이비드 알바하리 (1948년–2023년)
- 이보 안드리치 (1892년–1975년)
- 블라디미르 아르세니예비치 (1965년 출생)
- 미오드라그 불라토비치 (1930년–1991년)
- 밀로시 크르냔스키 (1893년–1977년)
- 도브리차 초시치 (1921년–2014년)
- 옐레나 디미트리예비치 (1862년–1945년)
- 다닐로 키시 (1935년–1989년)
- 밀로라드 파비치 (1929년–2009년)
- 보리슬라브 페키치 (1930년–1992년)
- 이시도라 세쿨리치 (1877년–1958년)
- 메샤 셀리모비치 (1910년–1982년)
- 스르잔 스르디치 (1977년 출생)
- 스베틀라나 벨마르-얀코비치 (1933년–2014년)

## 시에라리온
- 실 체니-코커 (1945년 출생)
- 아미나타 포나 (1964년 출생)
- 나미나 포나 (1987년 출생)

## 소말리아
- 막사메드 다히르 아프라흐
- 파라흐 M. J. 아울 (1937년–1991년)
- 누르딘 파라 (1945년 출생)
- 압디 셰이크 압디 (1942년 출생)
- 와리스 디리 (1965년 출생)

## 남아프리카 공화국
- 라이오넬 아브라함스 (1928년–2004년)
- 피터 에이브러햄스 (1919년–2017년)
- 엘레케 뵈머 (1961년 출생)
- 존 맥스웰 쿳시 (1940년 출생)
- K. 셀로 뒤이커 (1974년–2005년)
- 아톨 푸가드 (1932년–2025년)
- 데이먼 갤것 (1963년 출생)
- 네이딘 고디머 (1923년–2014년)
- 베시 헤드 (1937년–1986년)
- 크리스토퍼 호프 (1944년 출생)
- 신시아 젤레 (현존)
- 프레드 쿠말로 (1966년 출생)
- 알렉스 라 구마 (1925년–1985년)
- 만들라 랑가 (1950년 출생)
- 크리스틴 바르크하이젠 르 루 (1959년–2020년)
- 아서 마이마네 (1932년–2005년)
- 자케스 므다 (1948년 출생)
- 커스틴 밀러 (1973년 출생)
- 로레타 응코보 (1931년–2015년)
- 루이스 응코시 (1936년–2010년)
- 앨런 패튼 (1903년–1988년)
- 올리브 슈라이너 (1855년–1920년)
- 시포 세팜라 (1932년–2007년)
- 질리안 슬로보 (1952년 출생)
- 주키스와 워너 (1976년 출생)
- 조 위콤 (1948년 출생)

## 스페인
- 마리아 돌로레스 아세베도
- 레오폴도 알라스 (1852년–1901년)
- 헤수사 알파우 갈반 데 솔랄린데 (1895년–1943년)
- 누리아 아뇨 (1973년 출생)
- 엘리사베트 베나벤트 (1984년 출생)
- 테레사 카메셀레 (1968년 출생)
- 카밀로 호세 셀라 (1916년–2002년)
- 미겔 데 세르반테스 (1547년–1616년), 돈키호테
- 마틸데 체르너 (1833년–1880년)
- 트리니 데 피게로아 (1918년–1972년), 스페인 로맨스 소설가
- 페레스 갈도스 (1843년–1920년)
- 콘셉시온 히메노 데 플라케르 (1850년–1919년)
- 후안 고이티솔로 (1931년–2017년)
- 카르멜라 구티에레스 데 감브라 (1921년–1984년), 스페인 학자, 번역가, 로맨스 소설가, 기독교 페미니스트
- 하비에르 마리아스 (1951년-2022년)
- 후안 마르세 (1933년–2020년)
- 마리나 마요랄 (1942년 출생)
- 에두아르도 멘도사 (1943년 출생)
- 안토니오 무뇨스 몰리나 (1956년 출생)
- 아르투로 페레스 레베르테 (1951년 출생)
- 카를로스 루이스 사폰 (1964년 출생)
- 프란시스카 사라사테 (1853년-1922년)
- 마리아 델 필라르 시누에스 데 마르코 (1835년–1893년)
- 사라 토레스 (1991년 출생)
- 미겔 데 우나무노 (1864년–1936년)
- 마리카 빌라 (1949년 출생)

## 스리랑카
- 구나다사 아마라세카라 (1929년 출생)
- 아누크 아루드프라가삼 (1988년 출생)
- 아서 C. 클라크 (1917년–2008년)
- 로메시 구네세케라 (1954년 출생)
- 카루나세나 자얄라트 (1928년–1994년)
- 셰한 카루나틸라카 (1975년 출생)
- 로잘린드 멘디스 (1903년–1992년)
- 칼 멀러 (1935년–2019년)
- 사이먼 나바가테가마 (1940년–2005년)
- 마이클 온다치 (1943년 출생), 잉글리시 페이션트
- 샴 셀바두라이 (1965년 출생)
- W. A. 실바 (1890년–1957년)
- S. J. 신두 (1987년 출생)
- 암발라바네르 시바난다나 (1923년–2018년)
- 마틴 위크레마싱헤 (1890년–1976년)

## 수단
- 레일라 아불엘라 (1964년 출생)
- 이브라힘 이샤크 (1946년–2021년)
- 라니아 마문
- 라오프 무사드, 이집트와도 관련됨
- 타옙 살리 (1929년–2009년)
- 사바 산호우리 (1990년 출생)

## 스웨덴
- 스티그 다게르만 (1923년–1954년)
- 마리안네 프레드릭손 (1927년–2007년)
- 구스타프 프뢰딩 (1860년–1911년)
- 에리크 구스타프 게이예르 (1783년–1847년)
- 얀 기유 (1944년 출생)
- 에위빈드 욘손 (1900년–1976년)
- 페르 라게르크비스트 (1891년–1974년)
- 셀마 라겔뢰프 (1858년–1940년), 노벨 문학상 1909년, 닐스의 신기한 여행 (소설), 포르투갈리아의 황제 저자
- 아스트리드 린드그렌 (1907년–2002년)
- 헨닝 망켈 (1948년–2015년)
- 하뤼 마르틴손 (1904년–1978년)
- 빌헬름 모베르그 (1898년–1973년)
- 페터 폴 (1940년 출생)
- 얄마르 쇠데르베르그 (1869년–1941년)
- 에사야스 테그네르

## 스위스
- 프리드리히 뒤렌마트 (1921년–1990년), 채석장
- 막스 프리슈 (1911년–1991년), 스틸러 (1954년) (나는 스틸러가 아니다), 마인 나메 세이 간텐바인 (1964년)
- 크리스티안 크라흐트 (1966년 출생)

## 중화민국|타이완
- 바이셴융 (1937년 출생)
- 산마오 (1943년–1991년)

## 탄자니아
- 마크 베르, 남아프리카 공화국과도 관련됨 (1963년–2015년)
- 나히다 에스마일
- 유프레이즈 케질라헤비 (1944년–2020년)
- 아니체티 키테레자 (1896년–1981년)
- 압둘라자크 구르나 (1948년 출생)
- 페터 K. 팔랑요 (1939년–1993년)

- 가브리엘 루훔비카 (1938년 출생)

- 에드윈 셈자바

## 토고
- 자네트 D. 아혼수 (1954년 출생)

- 가드 아미
- 테오 아나니소 (1962년 출생)
- 데이비드 아나누 (1917년–2000년)
- 리샤르 도그베, 베냉, 세네갈, 코트디부아르와도 관련됨 (1932년–2003년)
- 코시 에푸이 (1962년 출생)
- 크리스티아네 아쿠아 에쿠에 (1954년 출생)

## 트리니다드 토바고
- 앙드레 알렉시스 (1957년 출생)
- 리사 앨런-아고스티니 (1960년대 출생)
- 마이클 앤서니 (1930년–2023년)
- 로버트 안토니 (1958년 출생)
- 디오네 브랜드 (1953년 출생)
- 랄프 드 보시에르 (1907년–2008년)
- 라마바이 에스피네트 (1948년 출생)
- 로사 가이 (1922년–2012년)
- 멀 호지 (1944년 출생)
- 케빈 재러드 호세인 (1986년 출생)
- C. L. R. 제임스 (1901년–1989년)
- 바바라 젠킨스
- 마리온 패트릭 존스 (1931년–2016년)
- 앤서니 조제프 (1966년 출생)
- 얼 러브레이스 (1935년 출생)
- 시바 나이폴 (1945년–1985년)
- V. S. 나이폴 (1932년–2018년)
- 엘리자베스 누녜스 (1944년–2024년)
- 락슈미 페르사우드 (1937년–2024년)
- M. 누르베세 필립 (1947년 출생)
- 모니크 로페이 (1965년 출생)
- 로런스 스콧 (1943년 출생)
- 새뮤얼 셀본 (1923년–1994년)
- 엘리자베스 월콧-핵쇼 (1964년 출생)

## 튀니지
- 헤디 부라위 (1932년 출생)
- 아이샤 차이비
- 파텐 파자
- 소피 엘 구이 (1932년–2015년)

- 위베르 아다드 (1947년 출생)
- 카울라 함디 (1984년 출생)
- 알베르 멤미 (1920년–2020년)
- 아멜 목타르 (1964년 출생)

- 무스타파 틀릴리 (1937년–2017년)

## 튀르키예
- 아흐메트 함디 탄피나르, 사아트레리 아얄라마 엔스티튀쉬, 후주르 저자
- 아흐메트 위미트, 베이올루 랍소디시 저자
- 아이셰 쿨린 (1941년 출생)
- 아지즈 네신 (1915년–1995년)
- 부케트 우주네르 (1955년 출생)
- 엘리프 샤파크 (1971년 출생)
- 할둔 타네르 (1915년–1986년)
- 할리트 지야 우샤클리그일, 마이 베 시야흐, 아쉬크으 멤누 저자
- 하산 알리 톱타슈 (1958년 출생)
- 케말 타히르, 요르군 사바쉬츠, 데블레트 아나, 카르르라르 코우슈 저자
- 메틴 카찬 (1961년–2013년)
- 오우즈 아타이 (1934년–1977년), 투투나마얀라르 저자
- 옥타이 리파 (1914년–1988년)
- 오르한 케말 (1923년–2015년), 베키 무르타자 저자
- 오르한 파무크, 내 이름은 빨강과 하얀 성의 노벨상 수상 작가
- 레샤트 누리 균테킨 (1889년–1956년)
- 르파 틸가즈 (1911년–1993년)
- 사바하틴 알리 (1907년–1948년), 쿠유작르 유수프, 퀴르크 만톨루 마돈나 저자
- 세빔 부라크 (1931년–1983년)
- 사브리 귀르세스 (1972년 출생)
- 야흐야 케말 (1884년–1958년)
- 야샤르 케말 (1923년–2015년), 메흐메드, 나의 매 저자
- 유누스 나디 아발르오을루 (1879년–1945년)
- 유수프 아틀간, 아나유르트 오텔리, 아일라크 아담 저자

## 우간다
- 제인 바카루바 (1939년 출생)

- 바이올렛 바룽기 (1943년 출생)
- 딜만 딜라
- 아서 가콴디
- 모세스 이세가와 (1963년 출생)
- 고드프리 칼리무고고 (1943년–2015년)
- 캐서린 사말리 카부마 (1960년 출생)
- 차이나 케이테시 (1976년 출생)
- 고레티 키오무헨도 (1965년 출생)
- 보니 루베가 (1929년 출생)
- 제니퍼 난수부가 마쿰비 (1960년대 출생)
- 이반 마티아스 물룸바

- 글레이다 나무카사
- 줄리어스 오크윈요 (1961년 출생)
- 카크웬자 루키라바샤이자 (1988년 출생)
- 에네리코 세루마 (1944년 출생)

- 릴리언 틴디엡와
- 닉 트위나마시코
- 티머시 왕구사 (1942년 출생)

## 우크라이나
- 라리사 알렉산드로프나 호턴 (1971년 출생)
- 엠마 안디예프스카 (1931년 출생)
- 유게니아 추프리나 (1971년 출생)
- 마르키얀 카미시 (1988년 출생)
- 안드레이 쿠르코프 (1961년 출생)
- 야로슬라프 멜니크 (1959년 출생)
- 이스라엘 오렌슈타인 (1831년–1905년)
- 할리나 파후티아크 (1958년 출생)
- 미하일로 스텔마흐 (1912년–1983년)
- 세르히 자단 (1974년 출생)

## 영국

### 웨일스

#### 영어
- 메리 발로그 (1944년 출생)
- 에이미 딜윈 (1845년–1935년)
- 켄 폴릿 (1949년 출생)
- 리처드 휴즈 (1900년–1976년), 자메이카의 거센 바람
- 잭 존스 (1884년–1970년)
- 리처드 르웰린 (1907년–1983년), 나의 계곡은 얼마나 푸르렀던가
- 스티븐 메이버리 (1949년–2020년)
- 진 리스 (1890년–1979년)
- 버니스 루벤스 (1923년–2004년), 외로운 슬픔 저자
- 하워드 스프링 (1889년–1965년)

#### 웨일스어
- 대니얼 오웬 (1836년–1895년)
- 에이그라 루이스 로버츠 (1939년 출생)
- 케이트 로버츠 (1891년–1985년)

### 북아일랜드
- 콜린 베이트먼 (1962년 출생), 이혼하는 잭
- 로넌 베넷 (1956년 출생), 대재앙주의자
- 조이스 케리 (1888년–1957년), 말의 입
- 폴 키어니 (1967년 출생), 신의 군주정
- 베네딕트 키엘리 (1919년–2007년)
- 버나드 매클래버티 (1942년 출생), 캘
- 브라이언 무어 (1921년–1999년), 주디스 헌의 외로운 열정
- 플란 오브라이언 (1911년–1966년), 세 번째 경찰
- 아만다 매키트릭 로스 (1860년–1939년)

## 우루과이
- 에두아르도 갈레아노 (1940년–2015년), 작가 및 사회 평론가.
- 마리오 베네데티 (1920년–2009년), 우루과이에서 가장 잘 알려진 소설가
- 호르헤 마프후드 (1969년 출생)
- 후안 카를로스 오네티 (1909년–1997년)
- 오라시오 키로가 (1878년–1937년)
- 후아나 데 이바르보루 (1892년–1979년)
- 마리아 에우헤니아 바스 페레이라 (1875년–1924년)
- 델미라 아구스티니 (1886년–1914년)
- 이시도르 루시엥 뒤카스 (1846년–1870년), 몬테비데오에서 태어났지만 국적은 프랑스이다.
- 호세 엔리케 로도 (1871년–1917년), 많은 사람들에게[누가?] 스페인 아메리카 최고의 철학자로 여겨진다.

## 베네수엘라
- 알프레도 아르마스 알폰소 (1921년–1990년)
- 루피노 블랑코 폼보나 (1874년–1944년)
- 마리오 브리세뇨 이라고리 (1897년–1958년)
- 마누엘 디아스 로드리게스 (1871년–1927년)
- 알리시아 프레일리치 (1939년 출생)
- 로물로 갈레고스 (1884년–1969년)
- 살바도르 가르멘디아 (1928년–2001년)
- 아드리아노 곤살레스 레온 (1931년–2008년)
- 프란시스코 헤레라 루케 (1927년–1991년)
- 보리스 이사기레 (1965년 출생)
- 에두아르도 리엔도 (1941년–2025년)
- 프란시스코 마시아니 (1944년–2019년)
- 기예르모 메네세스 (1911년–1978년)
- 미겔 오테로 실바 (1908년–1985년)
- 훌리안 파드론 (1910년–1964년)
- 테레사 데 라 파라 (1889년–1936년)
- 카리나 사인스 보르고 (1982년 출생)
- 마리아노 피콘 살라스 (1901년–1965년)
- 아르투로 우슬라르 피에트리 (1906년–2001년)

## 베트남
- 즈엉 투 흐엉 (1947년 출생) 블라인드의 천국
- 팜 티 호아이 (1960년 출생)
- 풍 레 리 헤이슬립 (1949년 출생) 하늘과 땅이 바뀌었을 때
- 바오 닌 (1952년 출생)

## 이디시어
- 숄롬 아슈 (1880년–1957년)
- 데이비드 베르게르손 (1884년–1952년)
- 데르 니스테르 (1884년–1950년)
- 시라 고르슈만 (1906년–2001년)
- 하임 그레이드 (1910년–1982년)
- 에스터 크라이트만 (1891년–1954년)
- 멘델레 모이커 스포림 (1836년–1917년), 숄롬 얀케프 아브라모비치의 필명
- 조지프 오파토슈 (1886년–1954년)
- 이츠호크 레베슈 페레츠 (1852년–1915년)
- 숄렘 알레이헴 (1859년–1916년) (본명: 솔로몬 라비노비츠), 지붕 위의 바이올린은 그의 이야기를 바탕으로 했다.
- 아이작 바셰비스 싱어 (1904년–1991년)
- 이스라엘 조슈아 싱어 (1893년–1944년)
- 안지아 예지어스카 (c. 1880년–1970년)

## 짐바브웨
- 치치 당가렘브가 (1959년 출생)
- 첸제라이 호브 (1956년–2015년)
- 도리스 레싱, 페르시아 출생, 현재 이란 (1919년–2013년)
- 담부조 마레체라 (1952년–1987년)
- 노지파 마라이레 (1966년 출생)
- 찰스 문고시 (1947년–2019년)
- 솔로몬 무츠와이로 (1924년–2005년)
- 알렉산더 맥콜 스미스, 보츠와나와도 관련됨 (1948년 출생)
- 스탠레이크 샘칸제 (1922년–1988년)
- 이본 베라, 캐나다와도 관련됨 (1964년–2005년)